# 春野ゆう
春野 ゆう（はるの ゆう、1993年9月19日 - ）は、日本の男性シンガーソングライター。福岡県出身。

## 概要
2016年11月12日「春野ゆう」としてニコニコ動画や、YouTube、TwitterなどのSNSを中心に活動を開始。恋愛をテーマにした楽曲を中心に作詞作曲を行なっている。声はハイトーンボイスで特徴的である。福岡を中心に、東京、大阪でも活動を行っている。イメージカラーは緑である。

## 経歴
- 2016年11月12日よりニコニコ動画やYouTube、Twitterなどを中心に活動を開始。
- 2016年11月24日に1stアルバム『僕のとなり』をリリース。同じ年の12月リリースイベント『僕のとなり』ツアーを “東京” “大阪” “福岡” で開催。
- 2017年9月16日に初のワンマン「昔からやればできる子」を福岡にて開催。
- 2018年4月13日に1st Single「ラブ・マキアート」リリース。
- 2018年4月28日に「FUN MUSIC BY HARUNO"JOY"」を福岡にて開催。
- 2018年9月9日に「FUN MUSIC BY HARUNO"JOY2"」を東京にて開催。同時に2ndアルバム「FUN MUSIC BY HARUNO"JOY"」をリリース
- 2019年1月25日に公式サイト[2]を設立。
- 2019年3月19日に「Can't Take My Eyes Off You」の日本語カバーをリリース。同時にiTunes Storeやレコチョク、Spotiftなどの各配信サイトより楽曲の配信開始。
- 2019年3月27日に2nd Single「ラブラック」をリリース。
- 2019年3月30日に「FUN MUSIC BY HARUNO"JOY3"」を大阪にて開催。
- 未定 に「FUN MUSIC BY HARUNO"JOY4"」を福岡にて開催予定。

## ディスコグラフィー

### シングル
|     | 発売日        | 曲               |
| --- | ------------- | ---------------- |
| 1st | 2018年4月13日 | ラブ・マキアート |
| 2nd | 2019年3月27日 | ラブラック       |

### カバー曲
|     | 発売日        | 曲                         |
| --- | ------------- | -------------------------- |
| 1st | 2019年3月19日 | Can't Take My Eyes Off You |